# Paul Rázga

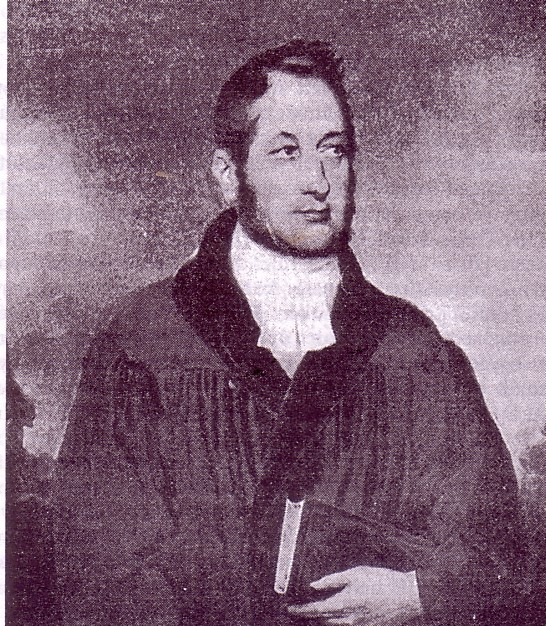
Pfarrer Paul Rázga

Paul Rázga, ungarisch Pál Rázga (* 10. Dezember 1798 in Bösing; † 18. Juni 1849 in Preßburg) war ein ungarischer evangelisch-lutherischer Pfarrer in der Deutschen Evangelischen Kirchengemeinde A.B. zu Preßburg.

## Leben
Rázgas Eltern waren Slowaken. Als sehr begabtes Kind konnte er das Gymnasium besuchen, zuerst in Modern und dann in Preßburg. Nach dem Abschluss der Schuljahre in Preßburg ging er zuerst als Erzieher in das österreichische Blankenberg. Danach studierte er in Wien Theologie und Medizin. Nach der Ordination als evangelischer Pfarrer im Jahre 1823 durch den Superintendenten Johann Wächter hatte er Pfarrstellen in verschiedenen Orten Österreichs inne. Zuerst war er in der kleinen Gemeinde Trebesing in Kärnten; 1827 kam er in das nahe Zlan. In beiden Gemeinden machte er sich um die Förderung des Schulwesens und der Kirchenbaulichkeiten verdient. Im Jahre 1835 wurde er nach Modern berufen. Hier gründete er für das gesamte evangelische Seniorat im Komitat Preßburg eine Unterstützungskasse („Pensionsstatut“) für Pfarrers-Wittwen und Waisen. Im Jahre 1839 wurde er Pfarrer der Deutschen Evangelischen Gemeinde in Prag und Begründer der dortigen Deutschen Protestantischen Schule. Im Jahre 1846 wurde er auf die Pfarrstelle des Ersten Predigers der Deutschen Evangelischen Gemeinde A.B. nach Preßburg berufen. Rázga war ein begnadeter Prediger im Geiste der damals landläufigen Theologie des Rationalismus; seine Predigten und Reden machten einen tiefen Eindruck auf die Menschen der damaligen Zeit. Er verfügte über ein hinreißendes rhetorisches Talent und seine Ansprachen wurden nicht nur von Evangelischen, sondern auch von Katholiken sehr gerne gehört.

## Revolution 1848/1849
Paul Rázga war von Geburt her Slowake, seine Sprache und Bildung war Deutsch, aber sein Herz war den Ungarn verhaftet. Er fühlte sich als Patriot, der in erster Linie dem Staate, also dem Königreich Ungarn verpflichtet war. Beim Ausbruch der Revolution 1848, an die sich der ungarische Freiheitskampf anschloss, stellte er sich auf die Seite der ungarischen Freiheitskämpfer. Er kämpfte nicht mit der Waffe in der Hand, sondern unterstützte verbal und durch anfeuernde Ansprachen die ungarischen Truppen (Honvéd) an verschiedenen Orten und begleitete die Truppen als Feldgeistlicher, was ihm letztlich zum Verhängnis wurde.

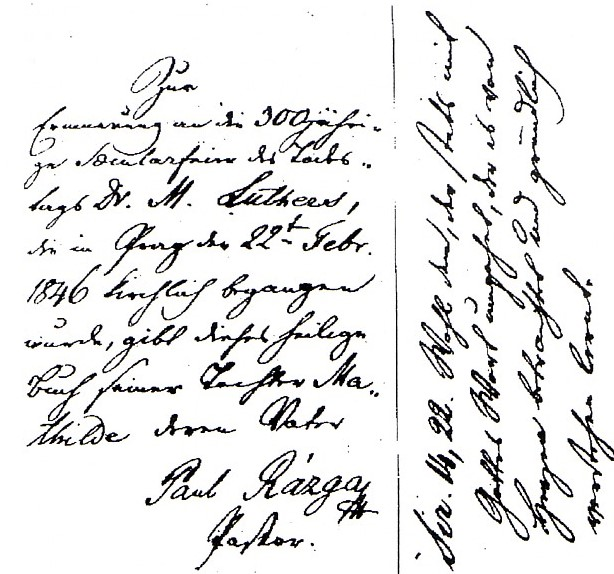
Handschrift des Pfarrers Paul Rázga
Transkription: „Zur Erinnerung an die 300jährige Saecularfeier des Todestages Dr. M. Luthers, die in Prag den 22. Febr. 1846 kirchlich begangen wurde, gibt dieses heilige Buch seiner Tochter Mathilde deren Vater Paul Rázga, Pfarrer“

Als die Österreicher im Dezember 1848 Preßburg zurückeroberten, legten ihm seine Freunde die Flucht nahe, was Rázga jedoch kategorisch ablehnte. Kurz nach dem Einmarsch wurde Rázga in seiner Pfarrwohnung auf der Nonnenbahn auf Befehl des Preßburger Stadthauptmanns Bernhard von Vetsera (* 1796, † 1870) verhaftet und ins Rathausgefängnis gebracht. Von hier aus wurde er in das Gebäude der (ehemaligen) Wasserkaserne überstellt, wo dann die Verhöre begannen.

## Verurteilung
Viele Freunde, jedoch auch wohlgesinnte Gegner, versuchten sein Leben zu retten. Selbst der damalige Leiter der Untersuchungen Fürst zu Windisch-Graetz bedauerte ihn und versuchte ihm eine „Eselsbrücke“ zu bauen, indem er fragte:

„Gelt, sie wurden sicherlich von anderen dazu überredet, dass Sie von der Terrasse des Hotels „Zum Grünen Baum“das  Volk gegen seine Majestät aufwiegelten! Sicherlich wurden Sie auch mit Gewalt dazu gezwungen, die Waffen der Aufwiegler in Ihrer Eigenschaft als Pfarrer zu segnen?“

Er hätte nur „ja“ sagen müssen, aber stattdessen gab Rázga folgende Antwort:

„Absolut nicht! Ich handelte aus freiem Entschluss und folgte damit nur meiner patriotischen Pflicht!“

Aus diesem Beispiel aus den Verhörprotokollen ist deutlich ersichtlich, dass nicht nur die Richter, sondern selbst der Vorsitzende des Kriegsgerichtes versucht hat, ihm die „rettenden Worte“ buchstäblich in den Mund zu legen. Aber Rázga hielt sich eisern an sein priesterliches Gewissen und den Moralkodex eines Pfarrers, der ihm das Lügen untersagte. Damit war sein Schicksal besiegelt.
Im Mai 1849 übernahm Julius Haynau als Nachfolger von Alfred Fürst zu Windisch-Graetz – als Feldzeugmeister mit unbeschränkten Vollmachten – das Oberkommando in Ungarn. Haynau unterzeichnete ohne weitere Abwägung in seiner damaligen Amtsresidenz im Primatialpalais das Todesurteil von Rázga, welches nachfolgenden Text hat:

„Paul Razga von Bösing, Preßburger Komitats gebürtig, 50 Jahre alt, Augsburger Confession, verheiratet, Vater von 5 Kindern, Prediger der hiesigen evangelischen Gemeinde, ist in der wider ihn abgeführten gerichtlichen Untersuchung beim richtig gestellten Thatbestande theils geständig, theils durch beschworene Aussagen glaubwürdiger Personen rechtsbeständig überwiesen, zu drei verschiedenenmalen, und zwar: in Preßburg am 19. Oktober v.J. vom Balkone des Gasthofes zum grünen Baum der versammelten Nationalgarde und der zahlreichen anwesenden Volksmenge, sodann zu Kittsee der bereits gegen Österreich ausgerückten Garden selbst; endlich vor dem Treffen bei Schwechat – wohin er mit der ungarischen Insurgenten-Armee als Feldprediger mitzog – öffentliche, gegen die bestehende Dynastie und gesetzliche Ordnung gerichtete Reden hochverrätherischen Inhalts gehalten, das Volk zur Bewaffnung gegen die legitime Regierung aufgefordert, die zur Rückkehr von Kittsee nach Preßburg gesinnten Garden zur Vorrückung bewogen und endlich zur Ausdauer im Kampfe gegen die k.k. österr. Truppen aufgemuntert zu haben; ebenso, daß er als Mitglied eines politischen Clubs die mittels der Post eingelangten Briefe im Interesse der Rebbellen erbrochen, und die der Aufdeckung vor aufrührerischen und hochverrätherischen Verhältnissen hierlands gefährlichen oder verdächtigen Schriften und Drucksorten dem Regierungscommissär Ujházy ausgeliefert habe, und zugleich Verfasser mehrere aufreizender Zeitungsaufsätze gewesen sei.- Derselbe wurde daher wegen des Verbrechens der fortgesetzten Theilnahme am bewaffneten Aufruhre – wiederholte, öffentlich abgehaltene, hochverrätherische und aufreizende Reden – erschwert durch Vorschubleistung in allen politischen Umtrieben – sowohl vor dem Monate Oktober v.J., als auch nach demselben – über vorläufige Entsetzung von seinem Predigeramte auf Grundlage der bestehenden Gesetze in dem unterm 16. Juni d.J. über ihn abgehaltenen Kriegsrechte durch Einhelligkeit der Stimmen zum Tode durch den Strang verurteilt, und das höhern Orts ratificierte Urtheil an demselben heute um die 4-te Morgenstunde in Vollzug gesetzt. Preßburg, am 18. Juni 1849. Von der k.k. Militär-Untersuchungscommission“

## Hinrichtung
Einen Tag vor Vollstreckung des Urteils schlossen sich die vornehmsten Damen der Stadt Preßburg zusammen, legten Trauerkleidung an und begaben sich gemeinsam zu Haynau, dem Vorsitzenden des Kriegsgerichtes. Gemeinsam knieten sie vor Haynau nieder und flehten mit Tränen in den Augen um Gnade für den allseits beliebten Prediger. Haynau lehnte jedoch mit folgenden Worten ab: „Er soll nur baumeln – zum abschreckenden Beispiele für alle Rebellen!“ Diese Ablehnung der Bitte um Gnade für Rázga verbreitete sich wie ein Lauffeuer in ganz Preßburg. In der Stadt entstanden tumultartige Zustände. Die Behörden mussten eine gewaltsame Befreiung Paul Rázgas durch die empörten Preßburger befürchten und deshalb wurde der Gefangene in der Nacht vom 17. auf den 18. Juni von der Wasserkaserne in den Kerker der Schlosskaserne des Preßburger Schlosses gebracht. Von der Schlosskommandantur wurde Rázgas Amtsbruder, der evangelische Pfarrer Wilhelm Schimko zu dem Gefangenen beordert, um ihm geistlichen Beistand zu leisten. Nach der Feier des Heiligen Abendmahls verbrachten sie den Rest der Zeit im Gebet. Pfarrer Schimko erinnerte sich später: „Nicht ich habe Rázga getröstet, sondern er mich, da ich vollkommen zerbrochen war.“
Bei Morgengrauen wurden die Türen des Gefängnisses geöffnet, um Rázga, in Begleitung des Henkers und einer Hundertschaft Soldaten, zum Richtplatz am Eselsberg zu bringen. Vor dem Galgen kniete Rázga nieder und sprach folgendes Gebet:

„Herr, ist es möglich, so nimm den Kelch des Leidens von mir, doch nicht wie ich, sondern wie Du willst!... Hier stehe ich vor Dir, Allmächtiger im Angesichte des Morgenrots und überblicke mein Leben. Wehmut umgreift mich, aber meine Seele ist beruhigt… Ich segne alles, was mein Auge ringsum erschaut. Ich segne die Bewohner Preßburgs, ich segne meine teure Gemeinde, ich segne meine armen unschuldigen Kinder, ich segne mein liebes Weib, ich segne den Kaiser, - ich segne auch die, die mich verurteilten… Ich segne mein teures Vaterland und wünsche, dass es bald frei und glücklich werde ...“

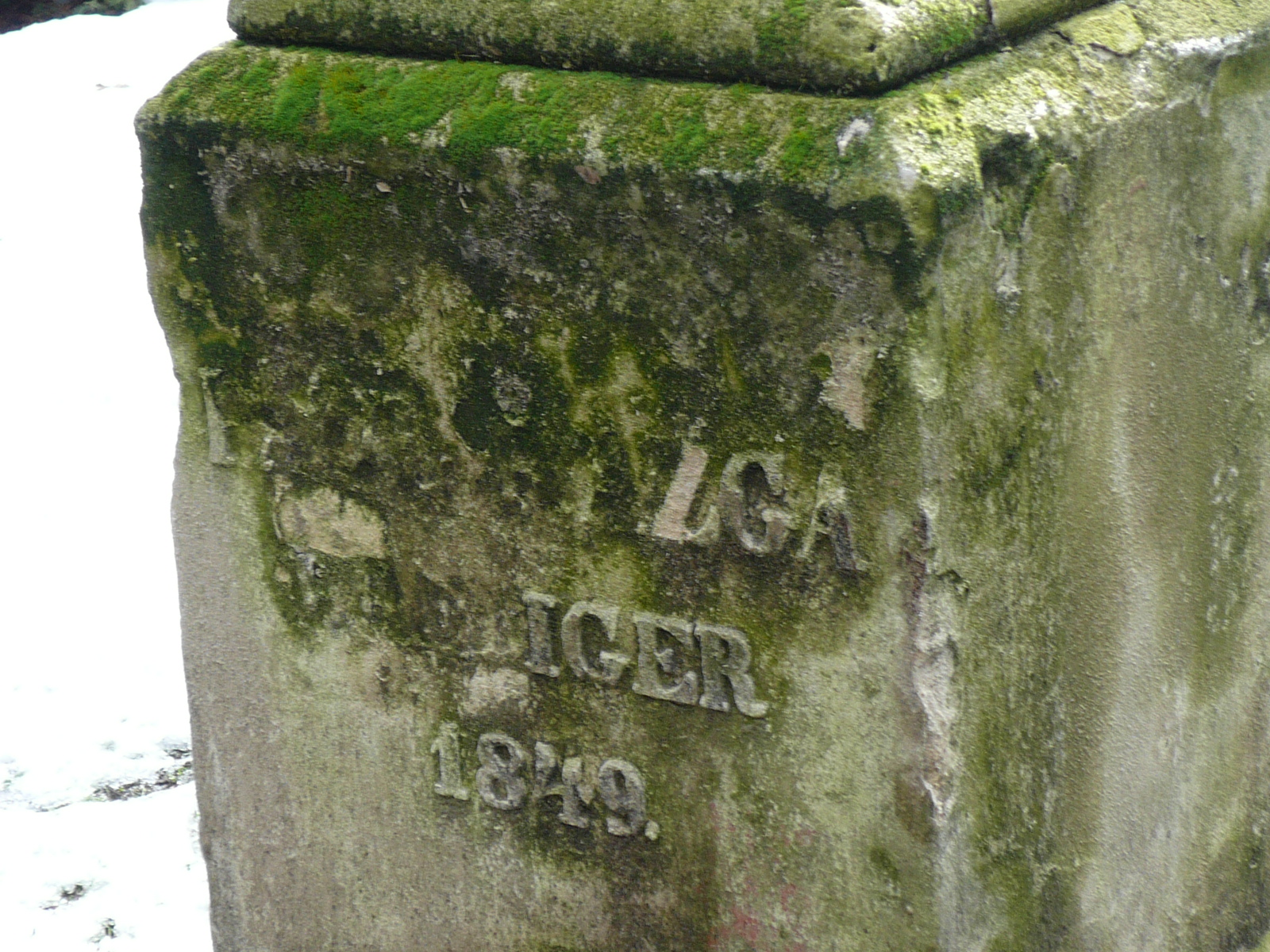
Grabstein von Paul Rázga am Gaistor-Friedhof zu Preßburg, Zustand Februar 2009

Weiter kam er nicht, weil man zu trommeln begann. Als ihm der Henker die Schlinge um den Hals legte, hauchte er noch: „Herr Gott in Deine Hände empfehle ich meinen Geist“. In Delirium sagte er noch: „Aber was machen Sie denn?... ach, ach…“ Dann hauchte er seinen Geist aus. Wieder hörte man Trommelwirbel und es erklang das Kommando des Hauptmanns „Zum Gebet!“ Und die Soldaten knieten nieder.
Rázgas Leichnam musste noch bis zum Abend zur Abschreckung am Galgen hängen bleiben; darunter lag sein grauer Zylinder, den er immer – als sein Markenzeichen – trug. Seine sterblichen Überreste wurden dann in den Evangelischen Gaistor-Friedhof gebracht und in aller Stille beigesetzt. Der einfache Grabstein trägt lediglich die Aufschrift:

„PAUL RÁZGA
PREDIGER
1849“

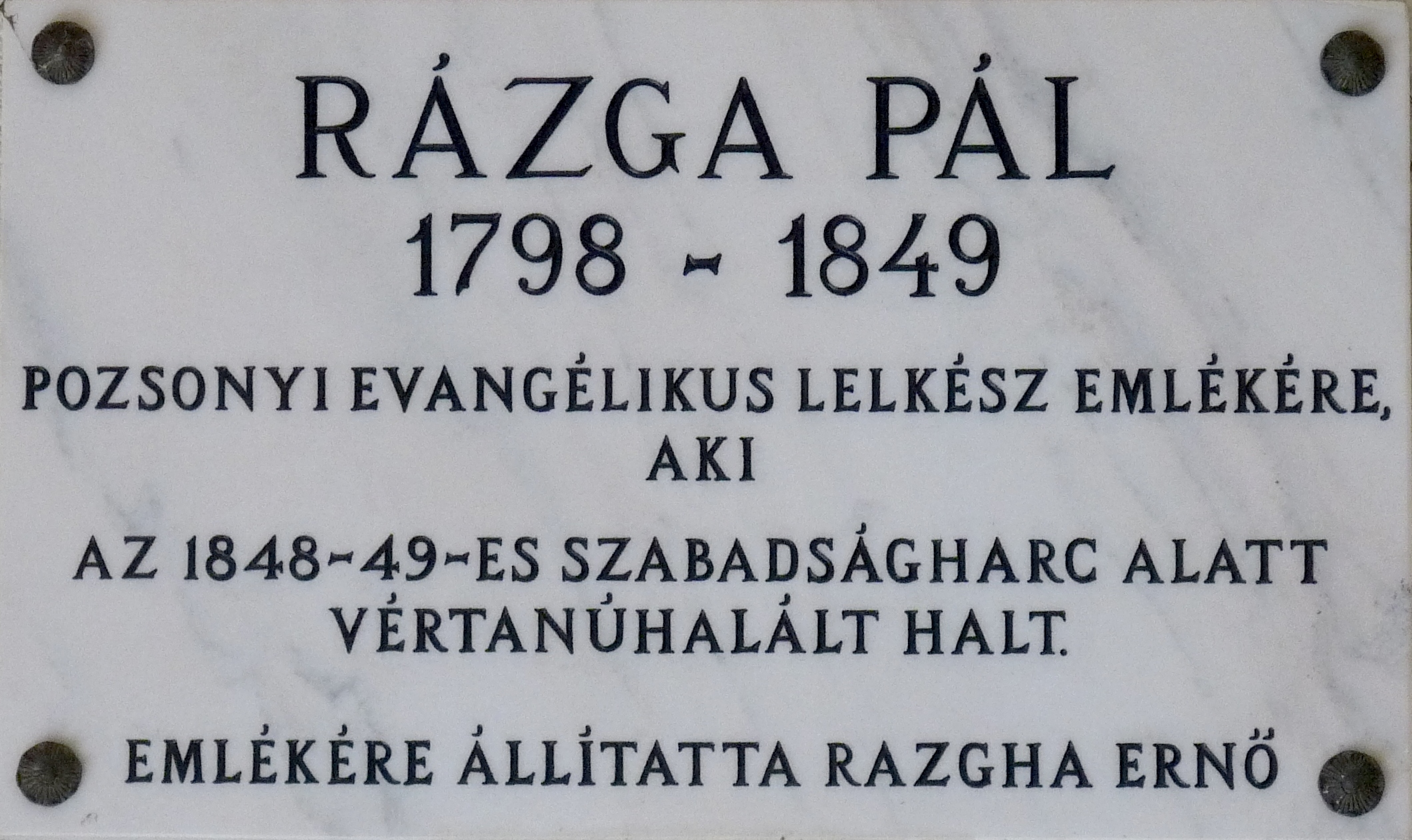
Gedenktafel an Paul Rázga in Budapest

Paul Rázgas Witwe, Johanna Marie geb. Luia, eine gebürtige Dänin, mit der er eine überaus glückliche Ehe führte und aus der fünf Kinder (drei Söhne, zwei Töchter) hervorgingen, überlebte ihren Mann nur um fünf Jahre. Sie folgte ihm bereits 1854 ins Grab und wurde ebenfalls im Gaistor-Friedhof (allerdings an einer anderen Stelle) beigesetzt. Nach der Verhaftung ihres Mannes versuchte sie vergeblich, eine Audienz beim Kaiser Franz Joseph zu bekommen.
Sein Sohn Heinrich wurde später unter dem Pseudonym Heinrich Thalboth als Schauspieler und Regisseur bekannt.

## Rezeption
Paul Rázga ist im Bewusstsein der Menschen von heute nahezu in Vergessenheit geraten. In Budapest gibt es eine Gedenktafel, die seiner erinnert (am Dévai Bíró Mátyás tér [dt. 'Platz'] des III. Gemeindebezirks in Altofen [ung. Óbuda]). Auf dem verwitterten und mit Moos umwucherten, aus Sandstein gefertigten Grabstein am Gaistor-Friedhof in Preßburg ist die Aufschrift kaum noch zu lesen. Trotzdem liegen am Fuße dieses Steins häufig Sträußchen oder Kränzlein, von unbekannten, frommen Händen hingelegt, mit kleinen Bändchen der ungarischen Nation umwunden, in den Farben rot-weiß-grün.